# Zhong Shanshan
Zhong Shanshan(chinês: 钟睒睒, Hangzhou, Dezembro de 1954) é um empresário bilionário chinês que fundou e preside a Nongfu Spring, a maior empresa de bebidas da China. Ele também é o dono da gigante farmacêutica chinesa "Wantai".

## Vida
Zhong abandonou a escola na sexta série, aos 12 anos, durante o caos da revolução cultural chinesa, pois seus pais foram perseguidos pelas autoridades, junto com muitos outros civis. Mais tarde, ele trabalhou em vários empregos, incluindo trabalhador da construção civil, repórter de notícias e vendedor de bebidas, antes de abrir sua própria empresa.

## Carreira
Em setembro de 1996, ele fundou a Nongfu Spring, produtora de água engarrafada, que cresceu continuamente ao longo dos anos para se tornar a maior empresa de bebidas da China. Ele também é o presidente da gigante farmacêutica Wantai, que ganhou conhecimento público durante a pandemia do Coronavirus em 2020.
Ocupava o terceiro lugar na lista das pessoas mais ricas da China nos anos anteriores, passou para o primeiro lugar, patrimônio que chega a US$ 58,7 bilhões.